# Астридия
Астридия (лат. Astridia) — род многолетних суккулентных растений семейства Аизовые (Aizoaceae), произрастающий на территории ЮАР и Намибии.

## Название
Родовое латинское наименование Astridia дано в честь Астрид Швантес — жены немецкого ботаника Густава Швантеса.

## Описание
Представители рода – крепкие прямостоячие кусты с тупо трехгранными, крупными, серовато-зелеными листьями.
Цветки на коротких ножках раскрываются днем. Чашелистиков 6, шиловидные; тычинки и стаминодии собраны в 6-8 рядах конусовидно. Плод – 6-гнездная коробочка; семена покрыты длинными коричневыми волосками.

## Таксономия
Astridia Dinter, первое упоминание в Gard. Chron., ser. 3, 80: 430, 447 (1926).

### Виды
Подтвержденные виды по данным сайта Plants of the World Online на 2023 год:
- Astridia alba (L.Bolus) L.Bolus
- Astridia citrina (L.Bolus) L.Bolus
- Astridia dinteri L.Bolus
- Astridia dulcis L.Bolus
- Astridia hallii L.Bolus
- Astridia herrei L.Bolus
- Astridia hillii L.Bolus
- Astridia longifolia (L.Bolus) L.Bolus

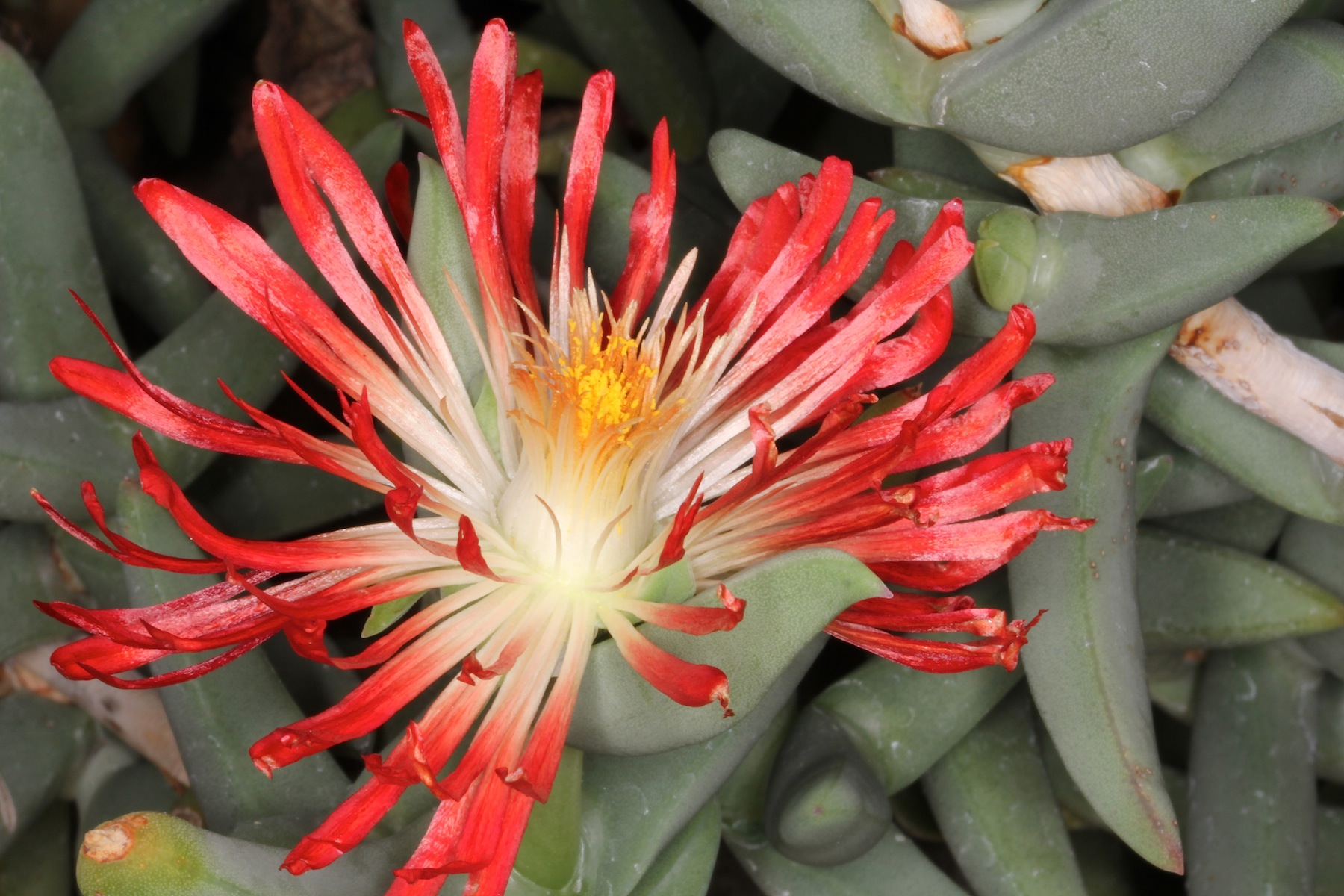
Astridia longifolia

- Astridia lutata (L.Bolus) Friedrich ex H.E.K.Hartmann
- Astridia rubra (L.Bolus) L.Bolus
- Astridia speciosa L.Bolus
- Astridia vanheerdei L.Bolus
- Astridia velutina Dinter

## Применение
Представители рода пользуются огромной популярностью за счет своей низкой стоимости и многообразия форм. Они могут использоваться как комнатные растения, так и как кустарники, посаженные в дренированных и проветриваемых углах двора, чтобы придать причудливый тропический ландшафт. Растения практически не требуют ухода, поэтому являются отличным выбором для людей с ограниченным количеством свободного времени.

## Примечание
1. 1 2  Astridia Dinter | Plants of the World Online | Kew Science (англ.). Plants of the World Online. Дата обращения: 4 октября 2022. Архивировано 25 сентября 2022 года.
2. ↑  Astridia | CasaBio. casabio.org. Дата обращения: 9 ноября 2022. Архивировано 9 ноября 2022 года.
3. 1 2  Astridia | GATEWAY TO AFRICAN PLANTS. gateway.myspecies.info. Дата обращения: 19 октября 2022. Архивировано 19 октября 2022 года.
4. ↑  Astridia Dinter | Plants of the World Online | Kew Science (англ.). Plants of the World Online. Дата обращения: 19 октября 2022. Архивировано 19 октября 2022 года.
5. ↑  Астридия уход (почву, удобрение, обрезка). PictureThis. Дата обращения: 20 января 2023. Архивировано 20 января 2023 года.